# KTM Unit

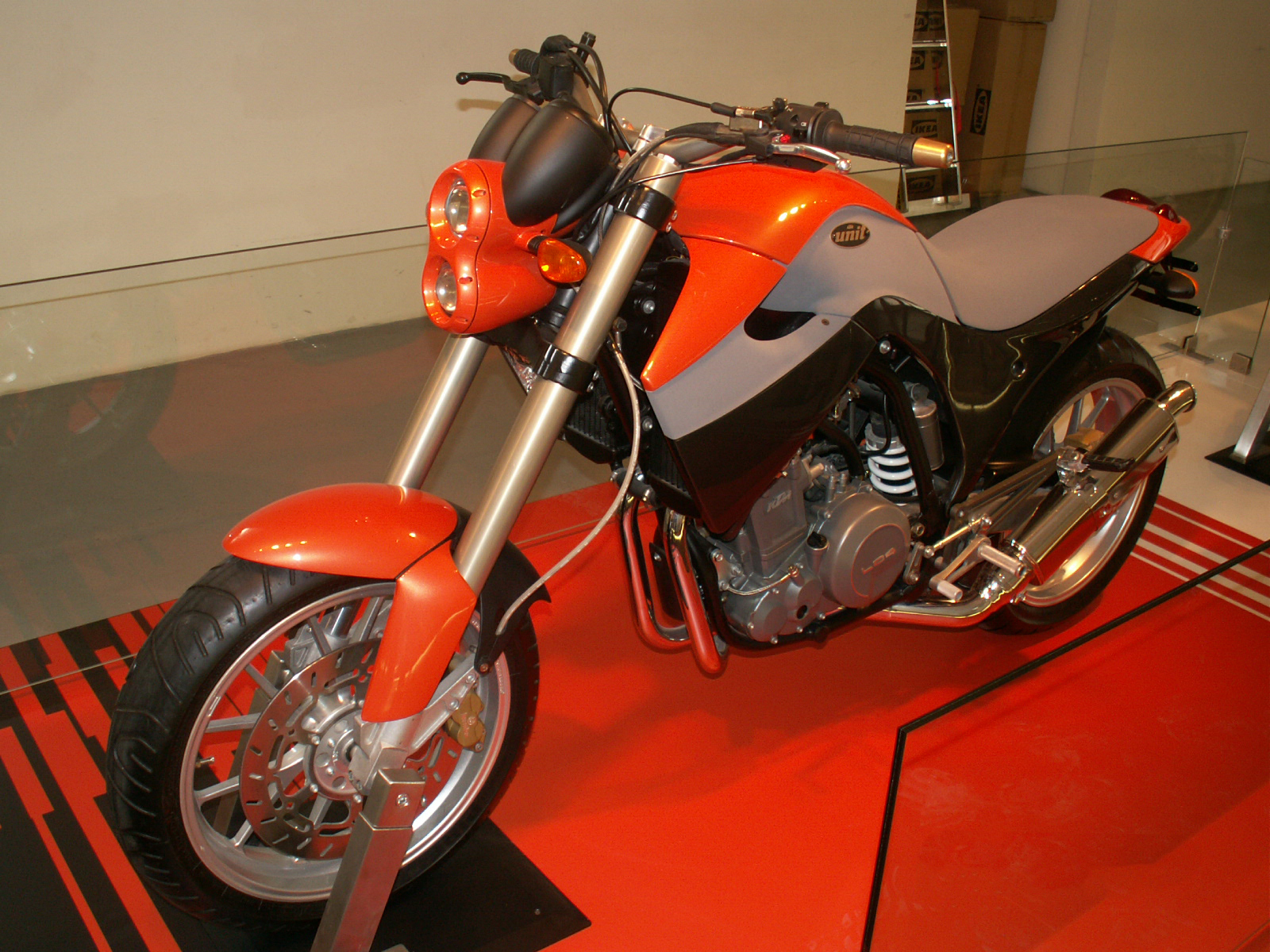
KTM Unit

Die KTM Unit des österreichischen Motorradherstellers KTM wurde als Prototyp auf der IFMA 1996 in Köln vorgestellt.
Die Unit war, im Gegensatz zur Duke, als komplett eigenständige Maschine entwickelt worden, die, bis auf den LC4-Motor, praktisch keine Teile der Offroad-Modelle besaß.
Das Design war noch eher dem „alten“ KTM-Design zuzuschreiben, wies aber schon einige Details der späteren Modelle auf, zum Beispiel übereinander liegende Scheinwerfer (Duke II), dreieckige Kühlluftöffnungen und die spätere „Hausfarbe“ Orange.
Trotz großer Publikumsakzeptanz schien KTM das Risiko einer eigenständigen Straßenmaschine zu groß, weshalb die Unit nie in Serie gebaut wurde.